# 御田重宝
御田 重宝（おんだ しげたか、1929年 - ）は、日本のノンフィクション作家。元中国新聞編集委員。太平洋戦争の戦記について、多数のノンフィクションを発表している。広島県生まれ。中国新聞社時代から戦史記事の連載などを行ってきたが、当時の記事が論議を呼ぶこともあった。

## 著作
- 『ガダルカナル戦太平洋放浪部隊—人間の記録』（現代史出版会、1977年/徳間文庫、1991年）
- 『東部ニューギニア戦—人間の記録』（現代史出版会、1977年/徳間文庫、1988年 <進攻篇> <全滅篇> ）
- 『ノモンハン戦〈攻防篇〉—人間の記録』（現代史出版会、1977年/徳間文庫、1989年）
- 『ノモンハン戦〈壊滅篇〉—人間の記録』（現代史出版会、1977年/徳間文庫、1989年）
- 『バターン戦—戦争と人間の記録』（現代史出版会、1977年/徳間文庫、1993年）
- 『レイテ・ミンダナオ戦—人間の記録』（現代史出版会、1977年/徳間文庫、1992年 <前篇> <後篇> ）
- 『マレー戦—人間の記録』（現代史出版会、1977年/徳間文庫、1988年 <前篇> <後篇> ）
- 『ニューギニア地獄の戦場—戦争と人間の記録』（現代史出版会、1977年/徳間文庫、1994年）
- 『太平洋戦争下偽装病院船事件—「橘丸」と戦犯裁判 人間の記録』（現代史出版会、1977年）
- 『戦艦「大和」の建造』（現代史出版会、1981年/講談社文庫、1987年/徳間文庫、1999年）
- 『もう一つのヒロシマ』（中国新聞社、1985年/「もうひとつのヒロシマ―ドキュメント中国新聞社被爆」社会思想社・現代教養文庫、1987年）
- 『シベリア抑留』（講談社、1986年/講談社文庫、1991年） 1986年度新聞協会賞受賞。
- 『特攻 』（講談社、1988年/講談社文庫、1991年）